# Epanthidium anisitsi
Epanthidium anisitsi är en biart som först beskrevs av Carlos Schrottky 1908.  Epanthidium anisitsi ingår i släktet Epanthidium och familjen buksamlarbin. Inga underarter finns listade i Catalogue of Life.